# Beistallaine
Die Beistallaine ist ein linker Zufluss zur Loisach in Oberbayern.
Sie entsteht in Gräben an den Südhängen des Hohen Ziegspitz, des Rauhensteins und des Jakelberger Köpfels.
Dort fällt sie über mehrere Wasserfälle, bis sie im Loisachtal von links in die Loisach mündet.